# Gervas Pierrepont, VI conte Manvers
Gervas Evelyn Pierrepont, VI conte Manvers (Londra, 15 aprile 1881 – Londra, 13 febbraio 1955), è stato un militare e nobile inglese.

## Biografia
Gervas Pierrepont, figlio primogenito di Evelyn Henry Pierrepont - a sua volta figlio secondogenito di Sydney Pierrepont, studiò al Winchester College ed al Royal Indian Engineering College, Coopers Hill. Prestò servizio nel British Army durante la prima guerra mondiale dal 1914 al 1919, raggiungendo il rango di capitano. Prestò servizio anche in Belgio dal 1916 al 1917. Venne decorato della Military Cross, dell'Ordine della corona del Belgio, e della Croix de Guerre francese.
Dopo la grande guerra, Pierrepont prestò servizio come giudice di pace della contea di Londra. Rappresentò la circoscrizione di Brixton come membro del Municipal Reform Party del London County Council dal 1922 al 1946. Tentò senza successo di contendere il seggio di Broxtowe come conservatore nel 1929. Nel 1940 succedette a suo cugino al titolo di conte Manvers.
Gervas Pierrepont morì nel febbraio del 1955 e con lui si estinse il titolo nobiliare della sua famiglia. Venne sepolto presso la chiesa parrocchiale di Perlethorpe.

## Matrimonio e figli
Nel 1918, Gervas Pierrepont sposò Marie-Louise Roosevelt Butterfield (1889–1984), nota artista e figlia di sir Frederick Butterfield di Cliffe Castle, Keighley, e la coppia generò tre figli:
- Mary Helen Venetia Pierrepont (22 maggio 1920 - 21 febbraio 1930)
- Evelyn Louis Butterfield Pierrepont (8 maggio 1924 - 29 settembre 1928)
- Frederica Rozelle Ridgway Pierrepont (17 novembre 1925 - 22 giugno 2015), scrittrice, sposò il maggiore Alexander Montgomerie Greaves Beattie nel 1953 (divorziata nel 1961) e poi Richard Hollings Raynes nel 1965. Ereditò i beni dei Pierrepont alla morte del padre, ma non i titoli.[5]

## Ascendenza
|                                             |                  |                                                   | Genitori                                                 |  |  | Nonni |  |  | Bisnonni                             |  |  | Trisnonni                           |  |
|                                             |                  |                                                   |                                                          |  |  |       |  |  | Charles Pierrepont, II conte Manvers |  |  | Charles Pierrepont, I conte Manvers |  |
|                                             |                  |                                                   |                                                          |  |  |       |  |  | Charles Pierrepont, II conte Manvers |  |  | Charles Pierrepont, I conte Manvers |  |
|                                             |                  | Anne Orton Mills                                  |                                                          |  |  |       |  |  | Charles Pierrepont, II conte Manvers |  |  |                                     |  |
| Sydney Pierrepont, III conte Manvers        |                  |                                                   |                                                          |  |  |       |  |  | Charles Pierrepont, II conte Manvers |  |  |                                     |  |
|                                             |                  | Mary Laetitia Eyre                                | Anthony Hardolph Eyre                                    |  |  |       |  |  |                                      |  |  |                                     |  |
|                                             |                  | Mary Laetitia Eyre                                | Anthony Hardolph Eyre                                    |  |  |       |  |  |                                      |  |  |                                     |  |
|                                             |                  | Mary Laetitia Eyre                                | Frances Wilbraham-Bootle                                 |  |  |       |  |  |                                      |  |  |                                     |  |
| Evelyn Henry Pierrepont                     |                  | Mary Laetitia Eyre                                |                                                          |  |  |       |  |  |                                      |  |  |                                     |  |
|                                             |                  | Auguste-Gustave de Franquetot, III duca di Coigny | François Marie Casimir de Franquetot, marchese di Coigny |  |  |       |  |  |                                      |  |  |                                     |  |
|                                             |                  | Auguste-Gustave de Franquetot, III duca di Coigny | François Marie Casimir de Franquetot, marchese di Coigny |  |  |       |  |  |                                      |  |  |                                     |  |
|                                             |                  | Auguste-Gustave de Franquetot, III duca di Coigny | Louise-Marthe de Conflans d'Armentières                  |  |  |       |  |  |                                      |  |  |                                     |  |
| Georgine Jane Elizabeth Fanny de Franquetot |                  | Auguste-Gustave de Franquetot, III duca di Coigny |                                                          |  |  |       |  |  |                                      |  |  |                                     |  |
|                                             |                  | Henrietta Dalrymple-Hamilton                      | Hew Dalrymple-Hamilton, IV baronetto                     |  |  |       |  |  |                                      |  |  |                                     |  |
|                                             |                  | Henrietta Dalrymple-Hamilton                      | Hew Dalrymple-Hamilton, IV baronetto                     |  |  |       |  |  |                                      |  |  |                                     |  |
|                                             |                  | Henrietta Dalrymple-Hamilton                      | Jane Duncan                                              |  |  |       |  |  |                                      |  |  |                                     |  |
| Gervas Pierrepont, VI conte Manvers         |                  | Henrietta Dalrymple-Hamilton                      |                                                          |  |  |       |  |  |                                      |  |  |                                     |  |
|                                             | Robert Arkwright | Richard Arkwright                                 |                                                          |  |  |       |  |  |                                      |  |  |                                     |  |
|                                             | Robert Arkwright | Richard Arkwright                                 |                                                          |  |  |       |  |  |                                      |  |  |                                     |  |
|                                             | Robert Arkwright | Mary Simpson                                      |                                                          |  |  |       |  |  |                                      |  |  |                                     |  |
| William Arkwright                           | Robert Arkwright |                                                   |                                                          |  |  |       |  |  |                                      |  |  |                                     |  |
|                                             |                  | Frances Crawford Kemble                           | Stephen Kemble                                           |  |  |       |  |  |                                      |  |  |                                     |  |
|                                             |                  | Frances Crawford Kemble                           | Stephen Kemble                                           |  |  |       |  |  |                                      |  |  |                                     |  |
|                                             |                  | Frances Crawford Kemble                           | Elizabeth Satchell                                       |  |  |       |  |  |                                      |  |  |                                     |  |
| Sophia Arkwright                            |                  | Frances Crawford Kemble                           |                                                          |  |  |       |  |  |                                      |  |  |                                     |  |
|                                             |                  | Edward Thornewill                                 |                                                          |  |  |       |  |  |                                      |  |  |                                     |  |
|                                             |                  |                                                   |                                                          |  |  |       |  |  |                                      |  |  |                                     |  |
|                                             |                  |                                                   |                                                          |  |  |       |  |  |                                      |  |  |                                     |  |
| Fanny Susan Thornewill                      |                  |                                                   |                                                          |  |  |       |  |  |                                      |  |  |                                     |  |
|                                             |                  | Mary Pearson                                      |                                                          |  |  |       |  |  |                                      |  |  |                                     |  |
|                                             |                  |                                                   |                                                          |  |  |       |  |  |                                      |  |  |                                     |  |
|                                             |                  |                                                   |                                                          |  |  |       |  |  |                                      |  |  |                                     |  |
|                                             |                  |                                                   |                                                          |  |  |       |  |  |                                      |  |  |                                     |  |